# Dynasty
Dynasty е седми студиен албум на американската рок група Kiss. Издаден е на 23 май 1979 г. от Casablanca Records.

## Обща информация
Албумът отбелязва първия път, когато четиримата членове на Kiss не участват заедно в целия албум. В по-късни интервюта групата признава, че започват да слушат външни хора относно посоката, в която музиката им трябва да се движи по времето на „Dynasty“.
Албумът и последвалото турне са изписвани като „Return of Kiss“. Kiss нямат студиен албум от 1977 г. след „Love Gun“. Вместо това, групата пуска втория си концертен албум и всеки член записва едноименни соло албуми, които са пуснати едновременно на 18 септември 1978 г.
След приключването на продукцията и репетициите, Вини Понсия решава, че барабаните на Крис са нестандартни – мнение, споделено от Пол Стенли и Джийн Симънс. По това време Крис е възпрепятстван от наранявания на ръцете му, които е понесъл при автомобилна катастрофа от 1978 г. Kiss наема сесийният барабанист Антон Фиг, роден в Южна Африка, който свири в „Ace Frehley“. „По време на Dynasty Питър беше почти безпомощен“, отбелязва Стенли, „затова не бих го посочил като класически албум на Kiss“. С изключение на песента му „Dirty Livin'“, Крис няма друг принос в албума и няма да свири в друг албум на Kiss до „Psycho Circus“ (1998), в който отново ще свири само в една песен. Фиг отново е нает, за да замести Крис по време на записи за следващия албум – „Unmasked“ (1980). Ерик Кар е нает като постоянен заместник на Крис, преди турнето на албума да започне.
Фрели, който сам напуска бандата три години по-късно, пее в две песни от албума: „Hard Times“ и „Save your Love“. Въпреки че често пее и пише класиката на Kiss „Cold Gin“ и „Parasite“, Фрели дебютира като водещ певец в песента „Shock Me“ от „Love Gun“, тъй като му липсват увереност в способността му да играе водеща роля на певец.
„I Was Made for Lovin' You“ на Стенли е опит да се впише в популярността на диско музиката. Това е един от най-големите им хитове в историята, достигайки номер 11 на американската класация за сингли.

## Състав
- Пол Стенли – вокали, ритъм китара, бас в „I Was Made for Lovin' You“
- Ейс Фрели – китара, вокали, бас в „2,000 Man“, „Hard Times“ и „Save Your Love“
- Джийн Симънс – вокали и бас
- Питър Крис – барабани, вокали в „Dirty Livin'“

### Допълнителен персонал
- Антон Фиг – барабани, с изключение на „Dirty Livin'“
- Вини Понсия – беквокали, клавири

## Песни
| 1.    | I Was Made for Lovin' You | 4:30 |
| 2.    | 2,000 Man                 | 4:54 |
| 3.    | Sure Know Something       | 4:00 |
| 4.    | Dirty Livin'              | 4:19 |
| 5.    | Charisma                  | 4:25 |
| 6.    | Magic Touch               | 4:41 |
| 7.    | Hard Times                | 3:30 |
| 8.    | X-Ray Eyes                | 3:46 |
| 9.    | Save Your Love            | 4:41 |
| 39:19 |                           |      |

## Позиции в класациите
| Класация (1979)      | Най-добра позиция | Седмици в класацията |
| -------------------- | ----------------- | -------------------- |
| Австралия            | 2                 |                      |
| Австрия              | 13                |                      |
| Канада               | 6                 |                      |
| Нидерландия          | 1                 |                      |
| Финландия            | 27                |                      |
| Франция              | 2                 |                      |
| Германия             | 8                 |                      |
| Италия               | 16                |                      |
| Япония               | 21                | 22                   |
| Нова Зеландия        | 2                 |                      |
| Норвегия             | 34                |                      |
| Швеция               | 17                |                      |
| Швейцария            | 13                |                      |
| Великобритания       | 50                | 6                    |
| Billboard Pop Albums | 9                 | 25                   |

Сингли
| Година         | Страна        | Сингъл                      | Класация              | Позиция |
| -------------- | ------------- | --------------------------- | --------------------- | ------- |
| 1979           | САЩ           | „I Was Made for Lovin' You“ | Billboard Pop Singles | 11      |
| 1979           | САЩ           | „Sure Know Something“       | Billboard Pop Singles | 47      |
| 1979           | Австралия     | „I Was Made for Lovin' You“ | Pop Singles           | 2       |
| 1979           | Австралия     | „Sure Know Something“       | Pop Singles           | 5       |
| 1979           | Австрия       | „I Was Made for Lovin' You“ | Pop Singles           | 6       |
| 1979           | Канада        | „I Was Made for Lovin' You“ | Pop Singles           | 1       |
| 1979           | Канада        | „Sure Know Something“       | Pop Singles           | 48      |
| 1979           | Франция       | „I Was Made for Lovin' You“ | Pop Singles           | 2       |
| 1979           | Германия      | „I Was Made for Lovin' You“ | Pop Singles           | 2       |
| 1979           | Нидерландия   | „I Was Made for Lovin' You“ | Pop Singles           | 1       |
| 1979           | Норвегия      | „I Was Made for Lovin' You“ | Pop Singles           | 10      |
| 1979           | Нова Зеландия | „I Was Made for Lovin' You“ | Pop Singles           | 1       |
| 1979           | Нова Зеландия | „Sure Know Something“       | Pop Singles           | 11      |
| 1979           | Швеция        | „I Was Made for Lovin' You“ | Pop Singles           | 19      |
| Швейцария      | Pop Singles   | „I Was Made for Lovin' You“ | 2                     |         |
| Великобритания | Pop Singles   | „I Was Made for Lovin' You“ | 50                    |         |